# Diocesi di Tubernuca
La diocesi di Tubernuca (in latino Dioecesis Tubernucensis) è una sede soppressa e sede titolare della Chiesa cattolica.

## Storia
Tubernuca, identificabile con Aïn-Tebernoc nell'odierna Tunisia, è un'antica sede episcopale della provincia romana dell'Africa Proconsolare, suffraganea dell'arcidiocesi di Cartagine.
Toulotte attribuisce a questa diocesi il vescovo Reposito, di cui parla san Cipriano in una lettera a papa Cornelio, accusandolo di aver abiurato la fede cristiana in occasione della persecuzione e di aver trascinato nell'abiura la maggior parte dei suoi fedeli. Questo vescovo è attribuito da Mesnage alla sede di Sutunurca, e da Morcelli alla sede di Tuburnica.
Dal 1933 Tubernuca è annoverata tra le sedi vescovili titolari della Chiesa cattolica; dal 28 agosto 2023 il vescovo titolare è Antuan Ilgit, S.I., amministratore apostolico del vicariato apostolico dell'Anatolia.

## Cronotassi

### Vescovi residenti
- Reposito ? † (prima del 253)

### Vescovi titolari
- Joseph Walsh † (31 gennaio 1969 - 20 giugno 1972 deceduto)
- Alberto Iniesta Jiménez † (5 settembre 1972 - 3 gennaio 2016 deceduto)
- Rubén Tierrablanca González, O.F.M. † (16 aprile 2016 - 22 dicembre[3] 2020 deceduto)
- Antuan Ilgit, S.I., dal 28 agosto 2023